# 청동초등학교 (충북)
청동초등학교는 대한민국 충청북도 옥천군 청산면 효목리 675-1에 있었던 공립 초등학교이다.

## 연혁
- 1969년 3월 1일 청동국민학교 개교(청산에서 분리)
- 1985년 2월 8일 병설유치원 인가
- 1996년 3월 1일 청동초등학교 개칭
- 1999년 9월 1일 폐교